# Ружичка, Марла
Марла Ружичка (англ. Marla Ruzicka, 31 декабря 1976 — 16 апреля 2005) — американская активистка, антимилитарист. Отстаивала позицию того, что правительства воюющих сторон несут юридическую и моральную ответственность за компенсацию семьям гражданских лиц, убитых или раненых в военных конфликтах. В 2003 году основала Центр для пострадавших в конфликтах (CIVIC) — организацию, подсчитывающую гражданский ущерб и помогающую иракцам, пострадавшим во время Вторжения США в Ирак в 2003. В 2005 году Марла была убита бомбой на дороге в Ираке.

## Ранние годы
Родилась в Лейкпорте, Калифорния. Училась в Университете Лонг-Айленда по программе «Друзья мира». Провела 4 года, путешествуя по Коста-Рике, Кении, Кубе, Израилю и Зимбабве. После окончания университета в 1999, стала волонтером, базирующихся в Сан-Франциско организаций — «Спасение тропических лесов» (англ. Rainforest Action Network) и «Глобальный обмен» (Global Exchange).

## Афганистан и Ирак
До открытия Центра для пострадавших в конфликтах (CIVIC) в Ираке, находилась в Пешаваре, Пакистан, и, позднее, в Кабуле, Афганистан. Под эгидой «Глобального обмена» вынудила правительство США основать фонд помощи афганским семьям, пострадавшим в Войне в Афганистане (2001—2014). Однако вскоре она предприняла попытку создания Центра для пострадавших в конфликтах и прибыла в Кабул, всего через несколько дней после того, как был свергнут Талибан. В Афганистане Марла начала проводить обширное обследование последствий военной кампании, сказавшейся на местных гражданах, чтобы потом запросить компенсацию и помощь. 7 апреля 2002 она протестовала перед зданием Посольства США в Кабуле, наряду с несколькими гражданами, которые потеряли родственников в результате воздушных ударов США.
В июле 2002 Ружичка начала работать совместно с Агентством США по международному развитию и Комитетом сената США по ассигнованиям для распределения средств на восстановление домов семей, которые понесли убытки в результате военных действий. После получения первого отчета Центра для пострадавших в конфликтах, сенатор Патрик Лихи (штат Вермонт) пролоббировал закон о выделении 10 миллионов долларов США для помощи иракским гражданским лицам, пострадавшим от действий военных сил США. Он сказал: «Марла Ружичка говорит оттуда: „Все, подождите. Здесь то, что происходит на самом деле. Вам лучше знать об этом“. У нас есть информаторы в промышленности. Возможно, нам иногда нужны информаторы во внешней политике»..
Марла отправилась в Багдад после Вторжения США в Ирак в 2003 году. Усилия ее организации освещались в новостной программе Nightline и на СиЭнЭн, в Нью-Йорк Таймс и журнале Элль. "С ограниченным бюджетом, почти без сотрудников, но с зарядом энергии, Ружичка уже оказала большее влияние на большее количество жизней, чем многие закаленные лоббисты с K Street, " — написала Вашингтон Пост (The Washington Post) в 2004.

### Гибель
Ружичка и ее иракский переводчик Фаиз Али Салим были убиты в машине бомбой террориста-смертника по дороге в аэропорт Багдада 16 апреля 2005. Более 600 человек присутствовало на ее похоронах в Лейкпорте. Барбара Боксер и Шон Пенн были среди тех, кто брал слово во время поминальной службы. Поминальные службы прошли также в Нью-Йорке, Вашингтоне, Багдаде, Кабуле, Сан-Франциско.
Согласно Rolling Stone, «Ружичка, возможно, самый известный американский активист, погибший в конфликте в последние 10 или 20 лет. Хотя она была молода — у нее было менее четырех лет профессионального гуманитарного опыта — ее смерть отозвалась далеко за пределами узких кругов военных и политиков, которые знали ее. Она выступает как молодой представитель некого еще не утраченного американского идеализма и мрачно символизирует то, что так трагически неправильно произошло в Ираке.»
По настоянию сенатора Лихи, 11 мая 2005 года Президент США Джордж Буш подписал закон, который отныне относил гражданских жертв войны к «Фонду жертв войны в Ираке имени Марлы Ружички». В 2006 году, общая сумма, которую выделил Конгресс на оказание помощи афганским и иракским гражданским лицам, ставшим жертвами военных действий США, составила 38 миллионов долларов.

## Отображение в фильмах
Права на экранизацию жизненной истории Ружички были приобретены Paramount Pictures. Студия также купила права на книгу «Сладкая помощь: История Марлы Ружички», написанную Дженнифер Абрахамсон, которая начала работать над книгой вместе с Ружичкой до ее смерти. Кирстен Данст согласилась сыграть Ружичку в фильме по сценарию Лорен Скафарии.
Ружичка упоминается в документальном фильме «Enron. Самые смышлёные парни в этой комнате» в качестве одной из протестующих, которые прерывают речь Джеффри Скиллинга в клубе Commonwealth.

## Дополнительные ссылки
- Sweet Relief: The Marla Ruzicka Story, Biography published by Simon & Schuster
- CIVIC website
  - Iraqi Civilian War Casualties, The results of CIVIC’s campaign in Iraq.
- The Globe and Mail, My friend died helping Iraqi civilians (недоступная ссылка) (Obituary by Mark MacKinnon)
- The Guardian, Marla Ruzicka (Obituary)
- Lake County Record-Bee, Statement in honor of Marla Ruzicka — Senator Barbara Boxer transcript 04.18.05
- Salon, Marla Ruzicka, RIP
- The Washington Post, Victims' Champion Is Killed in Iraq
- The Washington Post, U.S. Activist Mends Lives Torn by War Compensation Sought For Victims' Families
- Alternet, Mourning Marla Intrepid humanitarian aid worker Marla Ruzicka died in Baghdad Saturday when her car was caught in an insurgent attack, Jill Carroll.
- Blogspot, Marla Ruzicka (1976—2005) in memory of a global humanitarian, lost in the line of duty, A blog of memories from Marla’s friends
- IMDb, Sweet Relief (англ.) на сайте Internet Movie Database — film about Marla’s life
- Google, Glimpses of Marla. A tribute by thefullmonte.com
- Uruknet, Remembering Marla Ruzicka
- Youtube, Remembering Marla.